# 武田藥品工業
武田藥品工業（日语：／ takeda yakuhin kōgyō；東證1部：4502）是一家總部位於大阪市中央區的日本製藥公司，是日經平均指數及東證股價指數（TOPIX 30）的構成之一。自1781年以「近江屋」藥商之名成立。其於歐洲各國、南韓、泰國、新加坡、馬來西亞、中国大陆、臺灣、美國等國或地區皆設有子公司或分公司。

## 历史
1781年（天明元年）6月12日，武田長兵衛創業。
2015年12月16日，阿斯利康製藥（AstraZeneca）斥資5.75億美元收購收購武田藥品的核心呼吸藥品業務，包括可預防慢性阻塞性肺病（COPD）的藥品，在美販售的藥品名為Daliresp，在歐洲則稱為Daxas。Daliresp乃COPD市場首個也是唯一一個選擇性磷酸二酯酶-4抑制劑。
2017年1月10日，武田藥品斥資52億美元現金收購美國癌症藥品製造商阿瑞雅德（Ariad Pharmaceuticals）
2018年5月8日武田藥品以每持有一股Shire股份的股東，將獲取30.33美元現金，或收取0.839股武田藥品股份或1.678股武田藥品美國存托股份（ADSs），相當於每股49.01英鎊，斥資460億英鎊（約合586億美元），收購英國上市的製藥商shire，兩者合併後的收入將排全球第9位，達312億美元，武田藥品將獲摩根大通310億美元貸款已支持交易，雙方的董事會亦通過交易。
2019年5月8日，諾華斥資34億美元收購武田藥品旗下處理眼乾問題的護眼藥Xiidra，假若藥品達致一定里程碑，武田可取得19億美元獎勵金。
2020年10月，莫德納與武田藥品、厚生勞動省達成三方協議，授權該公司在日本協助分銷莫德纳2019冠状病毒病疫苗，並將疫苗冠名為「TAK-919」。

## 爭議
2014年4月，武田藥品與美國禮來公司因惡意隱瞞糖尿病用藥吡格列酮（Acto）有可能導致癌症的風險，被美國路易斯安那州法院判決需支付60億美金的懲罰性賠償，而禮來公司作為經銷商則被罰以30億美元的巨額罰款。於2014年9月陪審團做出同法院判決的審議。
2014年7月，科學期刊《Science》揭露日本药物研发机构存在違規作假行為，其中涉及武田制药的抗高血压药物Blopress。

## 外部連結
- 武田藥品工業 （页面存档备份，存于）
- 武田健康網 （页面存档备份，存于）
- 台灣武田 （页面存档备份，存于）
- 武田全球網站 （页面存档备份，存于）
- YouTube上的台灣武田製藥頻道